# Sirażudin Magomiedow
Sirażudin Magomiedow (ros. Сиражудин Магомедов; ur. 10 lutego 1987) – pochodzący z Dagestanu rosyjski judoka, dwukrotny mistrz Europy. 
Złoty medalista mistrzostw Europy z Wiednia (2010) w kategorii do 81 kg, pokonując w finale Białorusina Aliaksandra Stiaszenkę. Rok później, w Stambule, zdobył brązowy medal mistrzostw Europy. W kolejnych mistrzostwach Starego Kontynentu w 2012 roku w Czelabińsku zdobył złoty medal.